# Europese kampioenschappen baanwielrennen 2020
De Europese kampioenschappen baanwielrennen 2020 waren de elfde editie van de Europese kampioenschappen baanwielrennen die georganiseerd werden door de UEC. Ze werden van 11 tot en met 15 november 2020 gehouden in het Kolodruma te Plovdiv, Bulgarije. Er werden 22 onderdelen verreden; 11 onderdelen bij zowel vrouwen als mannen. 

## Kalender
| Datum                 | Onderdeel mannen                               | Onderdeel vrouwen                                 |
| --------------------- | ---------------------------------------------- | ------------------------------------------------- |
| Woensdag 11 november  | Afvalkoers, teamsprint, ploegenachtervolging   | Teamsprint, scratch, ploegenachtervolging         |
| Donderdag 12 november | Ploegenachtervolging (finale), scratch, sprint | Ploegenachtervolging (finale), afvalkoers, sprint |
| Vrijdag 13 november   | Sprint (finale), omnium                        | Sprint (finale), omnium, achtervolging            |
| Zaterdag 14 november  | Keirin, achtervolging, puntenkoers             | Keirin, puntenkoers                               |
| Zondag 15 november    | Koppelkoers, 1 KM tijdrit                      | Koppelkoers, 500 m tijdrit                        |

## Medaillewinnaars

### Mannen
| Onderdeel             | 1                                                                            | 1                                                                 | 1                                                                       |
| --------------------- | ---------------------------------------------------------------------------- | ----------------------------------------------------------------- | ----------------------------------------------------------------------- |
| Sprint                | GER Maximilian Levy                                                          | RUS Denis Dmitrjev                                                | LTU Vasilijus Lendel                                                    |
| Teamsprint            | Rusland Denis Dmitrjev Pavel Jakoesjevski Ivan Gladysjev Alexander Sharopov  | Tsjechië Tomáš Bábek Dominik Topinka Martin Čechman Jakub Šťastný | Griekenland Sotirios Bretas Ioannis Kalogeropoulos Konstantinos Livanos |
| Achtervolging         | POR Ivo Oliveira                                                             | ITA Jonathan Milan                                                | RUS Lev Gonov                                                           |
| Ploegenachtervolging  | Rusland Aleksandr Dubchenko Lev Gonov Nikita Bersenev Aleksandr Jevtoesjenko | Italië Francesco Lamon Stefano Moro Jonathan Milan Gidas Umbri    | Zwitserland Claudio Imhof Simon Vitzthum Lukas Rüegg Dominik Bieler     |
| Keirin                | GER Maximilian Levy                                                          | RUS Denis Dmitrjev                                                | GRE Sotirios Bretas                                                     |
| Omnium                | GBR Matthew Walls                                                            | BLR Jawhen Karaljok                                               | POR Iúri Leitão                                                         |
| Tijdrit (1 kilometer) | CZE Tomáš Bábek                                                              | GBR Ethan Vernon                                                  | ITA Jonathan Milan                                                      |
| Puntenkoers           | ESP Sebastián Mora                                                           | ITA Matteo Donega                                                 | ROU Daniel Crista                                                       |
| Scratch               | POR Iúri Leitão                                                              | UKR Roman Gladysh                                                 | GBR Oliver Wood                                                         |
| Afvalkoers            | GBR Matthew Walls                                                            | POR Iúri Leitão                                                   | RUS Sergej Rostovtsev                                                   |
| Koppelkoers           | Spanje Sebastián Mora Albert Torres                                          | Portugal Ivo Oliveira Rui Oliveira                                | Italië Francesco Lamon Stefano Moro                                     |

### Vrouwen
| Onderdeel            | 1                                                                                     | 1                                                                                      | 1                                                                             |
| -------------------- | ------------------------------------------------------------------------------------- | -------------------------------------------------------------------------------------- | ----------------------------------------------------------------------------- |
| Sprint               | RUS Anastasia Vojnova                                                                 | RUS Darja Sjmeleva                                                                     | UKR Olena Starikova                                                           |
| Teamsprint           | Rusland Anastasia Vojnova Darja Sjmeleva Natalia Antonova Ekaterina Rogovaja          | Verenigd Koninkrijk Millicent Tanner Blaine Ridge-Davis Lusia Steele Lauren Bate       | Oekraïne Ljoebov Basova Olena Starikova Oleksandra Lohviniuk                  |
| Achtervolging        | GBR Neah Evans                                                                        | ITA Martina Alzini                                                                     | ITA Silvia Valsecchi                                                          |
| Ploegenachtervolging | Verenigd Koninkrijk Josie Knight Laura Kenny Katie Archibald Neah Evans Elinor Barker | Italië Martina Alzini Elisa Balsamo Chiara Consonni Vittoria Guazzini Rachele Barbieri | Oekraïne Anna Nahirna Tetjana Klimtsjenko Viktoriya Bondar Joelija Birjoekova |
| Keirin               | UKR Olena Starikova                                                                   | CZE Sára Kaňkovská                                                                     | ESP Helena Casas Roige                                                        |
| Omnium               | ITA Elisa Balsamo                                                                     | GBR Laura Kenny                                                                        | RUS Maria Novolodskaja                                                        |
| Tijdrit (500 m)      | RUS Darja Sjmeleva                                                                    | RUS Anastasia Vojnova                                                                  | ITA Miriam Vece                                                               |
| Puntenkoers          | GBR Katie Archibald                                                                   | ITA Silvia Zanardi                                                                     | POL Karolina Karasiewicz                                                      |
| Scratch              | ITA Martina Fidanza                                                                   | BLR Hanna Tserakh                                                                      | UKR Tetjana Klimtsjenko                                                       |
| Afvalkoers           | GBR Elinor Barker                                                                     | ITA Rachele Barbieri                                                                   | POR Maria Martins                                                             |
| Koppelkoers          | Italië Elisa Balsamo Vittoria Guazzini                                                | Rusland Diana Klimova Maria Novolodskaja                                               | Verenigd Koninkrijk Laura Kenny Elinor Barker                                 |

## Belgische en Nederlandse deelname
Zowel Nederland als België besloten, net als Frankrijk en Denemarken niet deel te nemen aan dit EK vanwege de coronapandemie.

## Medaillespiegel
| Plaats | Land                | Goud | Zilver | Brons | Totaal |
| 1      | Verenigd Koninkrijk | 6    | 3      | 2     | 11     |
| 2      | Rusland             | 5    | 5      | 3     | 13     |
| 3      | Italië              | 3    | 7      | 4     | 14     |
| 4      | Portugal            | 2    | 2      | 2     | 6      |
| 5      | Spanje              | 2    | 0      | 1     | 3      |
| 6      | Duitsland           | 2    | 0      | 0     | 2      |
| 7      | Tsjechië            | 1    | 2      | 0     | 3      |
| 8      | Oekraïne            | 1    | 1      | 4     | 6      |
| 9      | Wit-Rusland         | 0    | 2      | 0     | 2      |
| 10     | Griekenland         | 0    | 0      | 2     | 2      |
| 11     | Zwitserland         | 0    | 0      | 1     | 1      |
| 11     | Litouwen            | 0    | 0      | 1     | 1      |
| 11     | Polen               | 0    | 0      | 1     | 1      |
| 11     | Roemenië            | 0    | 0      | 1     | 1      |
| Totaal | Totaal              | 22   | 22     | 22    | 66     |